# Gèdre
Gèdre korábbi község Franciaország Okcitánia régiójában, Hautes-Pyrénées megyében. Lakosainak száma 229 fő (2018. január 1.). Gèdre Gavarnie községgel határos.
2016. január 1-jén Gavarnie korábbi községgel egyesült és az így létrejött Gavarnie-Gèdre új község része lett.

## Népesség
A település népességének változása:
| Lakosok száma | 540  | 451  | 393  | 317  | 291  | 263  | 247  | 361  | 230  | 229  |
|               | 1962 | 1968 | 1975 | 1990 | 1999 | 2008 | 2013 | 2016 | 2017 | 2018 |